# Dacus discors
Dacus discors är en tvåvingeart som beskrevs av Drew 1989. Dacus discors ingår i släktet Dacus och familjen borrflugor. Inga underarter finns listade i Catalogue of Life.